# Phyllomacromia schoutedeni
Phyllomacromia schoutedeni är en trollsländeart som först beskrevs av Fraser 1954.  Phyllomacromia schoutedeni ingår i släktet Phyllomacromia, och familjen skimmertrollsländor. IUCN kategoriserar arten globalt som livskraftig. Inga underarter finns listade i Catalogue of Life.